# Цератостигма
Цератости́гма (лат. Ceratostigma) — род цветковых растений семейства Свинчатковые (Plumbaginaceae), красивоцветущий листопадный кустарник. Используется в качестве декоративной культуры из-за своих привлекательных цветков и осенних листьев. Летом или ранней осенью появляются ярко-синие цветки, похожие на цветки флокса. Осенью листья цератостигмы из зелёных превращаются в ярко-красные. Весной появляются молодые зелёные листья.

## Ботаническое описание
Кустарники, полукустарники или многолетние травянистые растения, обычно достигающие высоты 0,3—1 м. Как правило, это вьющиеся, цепляющиеся растения. В большинстве случаев все растение опушённое. Очерёдные (по другим данным, спирально расположенные) простые листья длиной 1—9 см, с волнистыми волосками по краю.
Цветки собраны в терминальные или боковые компактные головчатые соцветия. Каждый цветок снабжён прицветниками и двумя кроющими листами. Цветки двуполые. Пять опушённых чашелистиков срастаются у основания, чашечка сохраняется и на зрелых плодах. Пять лепестков также срастаются основаниями и формируют венчик с овальными или треугольными долями. Венчик яркого цвета, обычно синего, возможны также различные оттенки синего и красно-пурпурный цвет.
Плод — маленькая колючая односемянная коробочка.

## Распространение
Произрастает в тропических и умеренных регионах Азии и Восточной Африки. Пять из восьми видов родом из Китая.

## Хозяйственное значение и применение
Как отмечалось выше, в культуре цератостигма ценится за яркие цветки летом и красивые листья осенью. Следующие виды и разновидности цератостигмы были удостоены премии AGM Королевского садоводческого общества:
- C. plumbaginoides[2]
- C. willmottianum[3]
- C. willmottianum 'Forest Blue'[4]

### Место и почва
Любой тип хорошо дренированной почвы. Цератостигма светолюбива, требует защиты от ветра.

### Размножение
Размножают делением куста весной или зелёными черенками летом.

## Таксономия
Род Цератостигма включает 8 видов:
- Ceratostigma abyssinicum (Hochst.) Asch.
- Ceratostigma asperrimum Stapf ex Prain
- Ceratostigma griffithii C.B.Clarke — Цератостигма Гриффита
- Ceratostigma minus Stapf ex Prain
- Ceratostigma plumbaginoides Bunge — Цератостигма свинчатковая, или Цератостигма плюмбаговидная[6]typus
- Ceratostigma stapfianum Hosseus
- Ceratostigma ulicinum Prain
- Ceratostigma willmottianum Stapf — Цератостигма Уилмотта

- Ceratostigma minus
- Цератостигма Гриффита (Ceratostigma griffithii)
- Цератостигма Уилмотта (Ceratostigma willmottianum)